# Фоменко, Игорь Константинович
Игорь Константинович Фоменко (род. 16 марта 1963) — историк (средневековая картография, византинистика, история восточнохристианской цивилизации), кандидат исторических наук, был старшим научным сотрудником Отдела картографии Государственного исторического музея(2002-2015), старший научный сотрудник Научно-исследовательского центра «АИРО-XXI». Автор более 100 научных работ (из них 8 монографий), исторических карт-реконструкций и др. работ .

## Биография
Игорь Фоменко окончил Исторический факультет Московского государственного университета (Кафедра истории Средних веков) в 1992 году. Под руководством доктора исторических наук, профессора С. П. Карпова защитил диссертацию по теме «Морская карта как исторический источник (Причерноморье конец XIII—XVII вв.)» в 2001 году.

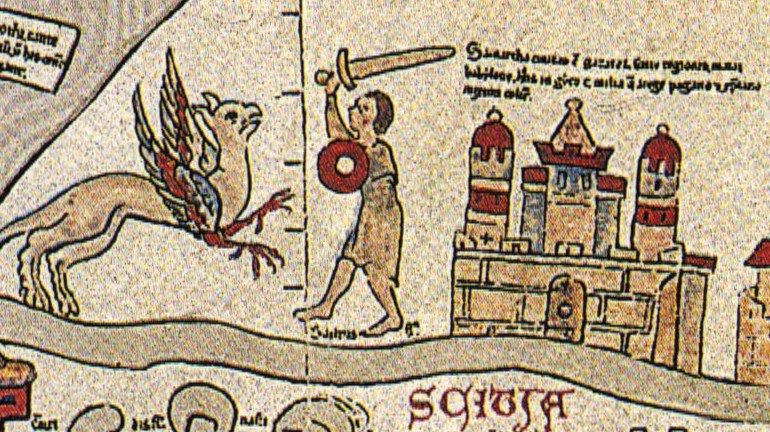
Фрагмент Эбсторфской карты с городом Самарха (Самара)

В 2002 году поступил на работу в Отдел картографии Государственного исторического музея, по собственным словам, по рекомендации Исторического факультета МГУ. Книги с созданными Игорем Константиновичем картами стали библиографической редкостью и вызывали отклик за рубежом. Ряд монографий автора получили награды.  Научными открытиями стали, например: установление авторства голландского Глобуса Блау; авторства секретной карты М. И. Кутузова; новая дата основания города Самары — архивный поиск вёлся исследователем на протяжении многих лет, на основе Эбсторфской карты учёный предположил, что Самара была основана на семьсот лет раньше общепринятой даты. Результаты этих и других исследований представлены в более ста публикациях и монографиях автора, на международных научных конференциях и музейных выставках. Кандидат исторических наук Никита Игоревич Дедков отмечает, что учёный трудится на стыке нескольких научных дисциплин: картографии, архитектуры и истории.
В настоящее время И. К. Фоменко работает в Научно-исследовательском центре «АИРО-XXI».

## Семья
Отец — Фоменко Константин Дмитриевич (1925 года рождения), участник Великой Отечественной войны с 25 мая 1943 года.

Звание:
- красноармеец 273-го гвардейского стрелкового Кишинёвского полка 89-й гвардейской стрелковой дивизии 53-й армии 2-го Украинского фронта[17].

Награда за подвиг 24 января 1944 года:
- медаль «За боевые заслуги»[17][18]

## Награды

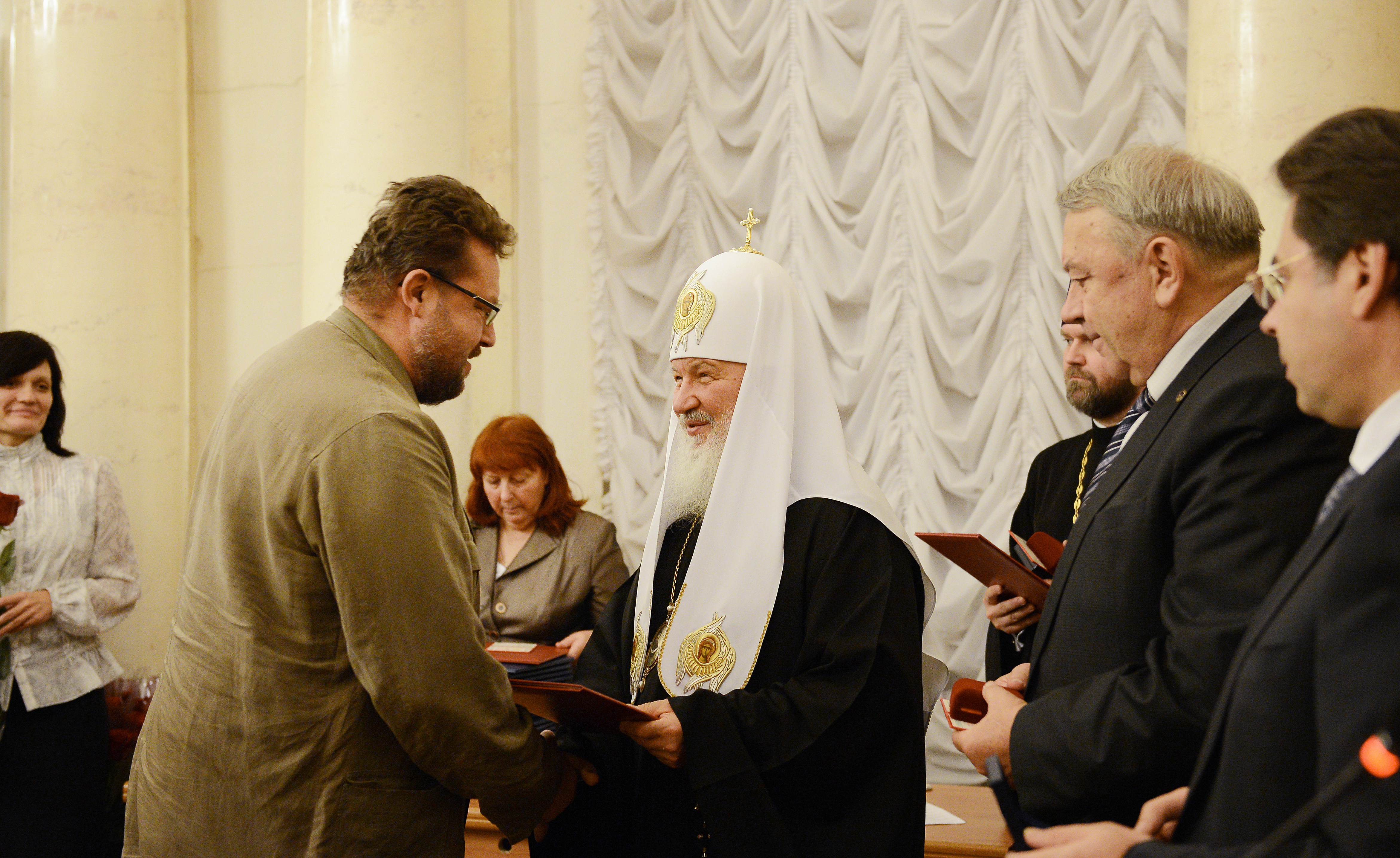
Святейший Патриарх Московский и всея Руси Кирилл вручает награду I премии в номинации «История православных стран и народов» памяти митрополита Московского и Коломенского Макария (Булгакова) за 2012/2013 годы 12 ноября 2013 года Игорю Константиновичу Фоменко, научному сотруднику I категории Государственного исторического музея за труд «Царьград на старинных картах XVI — начала XX вв. (Из собрания ГИМ)».

- Лауреат Макарьевской премии 2013 года (Первая премия за труд «Царьград на старинных картах XVI — начала XX вв. (Из собрания ГИМ)»)[19];
- Диплом лауреата конкурса «Лучшая книга года» от правления ассоциации книгоиздателей по номинации «Лучшая книга о России» за монографию «Атлас Тартарии: Евразия на старинных картах»[5];
- I премия имени И. Е. Забелина Министерства культуры Российской Федерации (особая награда за научные исследования сотрудников музеев Российской Федерации) за книгу «Скифия — Тартария — Московия — Россия — взгляд из Европы. Россия на старинных картах»[20].

## Рецензии
Нет нужды представлять читателям «Родины» Игоря Константиновича Фоменко. Постоянные читатели нашего журнала хорошо знают его тщательно фундированные статьи и монографии, посвященные старинным картам...— д. ист. н. С. А. Экштут
Критик Ольга Эдельман в сборнике рецензий книг по философии, политике, истории, экономике, социологии, культуре «Пушкин. Русский журнал о книгах» отмечает, что в книге «Скифия — Тартария — Московия — Россия — взгляд из Европы: Россия на старинных картах» И. К. Фоменко выстраивает топографически выверенную концепцию: показывает, как постепенно карты России приобретали узнаваемый вид, реки и горы расставлялись по местам, этнонимы становились реалистичными. Отдельную главу автор посвятил грандиозным прорывам — научным экспедициям XVIII века. Историк, доктор философских наук Семён Аркадьевич Экштут считает, что в этой книге «каждый том конгениален старинным картам», при этом автор «проделал уникальную работу: он изучил, описал и адекватно воспроизвёл в цвете максимально полный набор старинных карт (их более 300), отображающих территорию России с античных времён до века Просвещения. …наглядно представлены лучшие образцы картографии: античной, византийской, западноевропейской, арабской, персидской и русской. Подавляющая часть этих карт впервые вводится в научный оборот». Карты сопровождаются «всеобъемлющим комментарием, включающим расшифровку легенд и картушей». «Автор книги впервые в мировой историографии прослеживает процесс» … «как мир Скифии — Тартарии — России воспринимался в Европе со времён Античности вплоть до XVIII столетия. … Автор соотносит географические табулы с историческими сочинениями посетивших Россию иностранцев».
Другая книга, отмеченная наградой — «Царьград на старинных картах XVI — начало XX вв.», — «представляет собой первый опыт историко-географического описания Константинополя и позволяет создать масштабную многогранную картину развития Великого города на основе графических источников», — пишет Екатерина Игоревна Щербакова, кандидат исторических наук, заместитель заведующего кафедрой Общественно-гуманитарных дисциплин МШЭ МГУ.
Историк и редактор американского журнала «Шёлковый путь» (англ. The Silk Road) Даниел Вог из Вашингтонского университета отмечает:

Книга Фоменко [Образ мира на старинных портоланах. Причерноморье. Конец XIII—XVII в.], которая опирается на его кандидатскую диссертацию, вводит [читателя] в мир [средневековых морских карт] портоланов и, что наиболее ценно, приводит подробный конкретный анализ их данных применительно к Черноморскому региону. …Интересный аспект авторского анализа — фокусирование внимания на флагах, нарисованных на картах… Авторские таблицы включают рисунки всех флагов с указанием их государственной принадлежности. … книга не лишена недостатков. Нет оправдания отсутствию индексов, которые были бы важны для поиска конкретных данных при обсуждении фактических данных на конкретных картах и в отношении конкретных местоположений на них.
Оригинальный текст (англ.)Fomenko’s book [The Image of the World on Old Portolans. The Black Sea Littoral from the End of the 13th – the 17th Centuries], based on his kandidat dissertation, provides a rather general introduction to portolans and, of greater value, a more specific analysis of their data for the Black Sea region. ...An interesting aspect of Fomenko’s analysis is his focus on the flags drawn on the maps... His tables include drawings of all the flags with identifications of their political referents.  ...the book is not without its problems. There is no excuse for the absense of indexes, which would be essential for locating particular data in the discussion of the evidence from specific maps and regarding specific locations on them.

Доктор исторических наук, главный научный сотрудник, зав. отделом специальных исторических дисциплин Института всеобщей истории РАН Ирина Геннадиевна Коновалова откликнулась в 2010 году рецензией на книгу И. К. Фоменко Образ мира на старинных портоланах. Причерноморье.

## Галерея работ

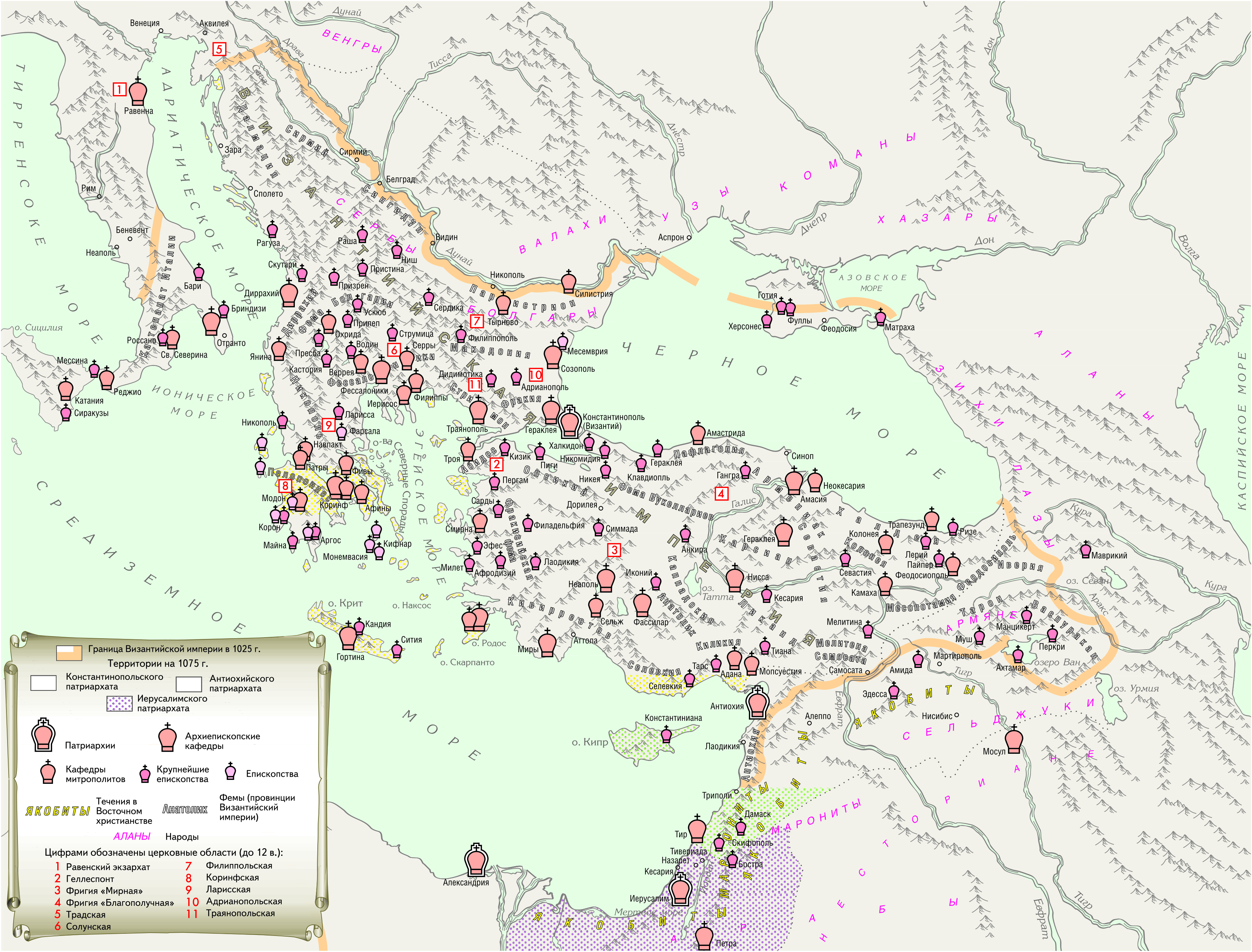
Историческая карта-реконструкция «Церковная организация Византии до 1204 года»
Вексиллографическая карта-реконструкция «Флаги Причерноморских городов и государств по средневековым морским картам конца XIII — XVII вв.»[27][28]
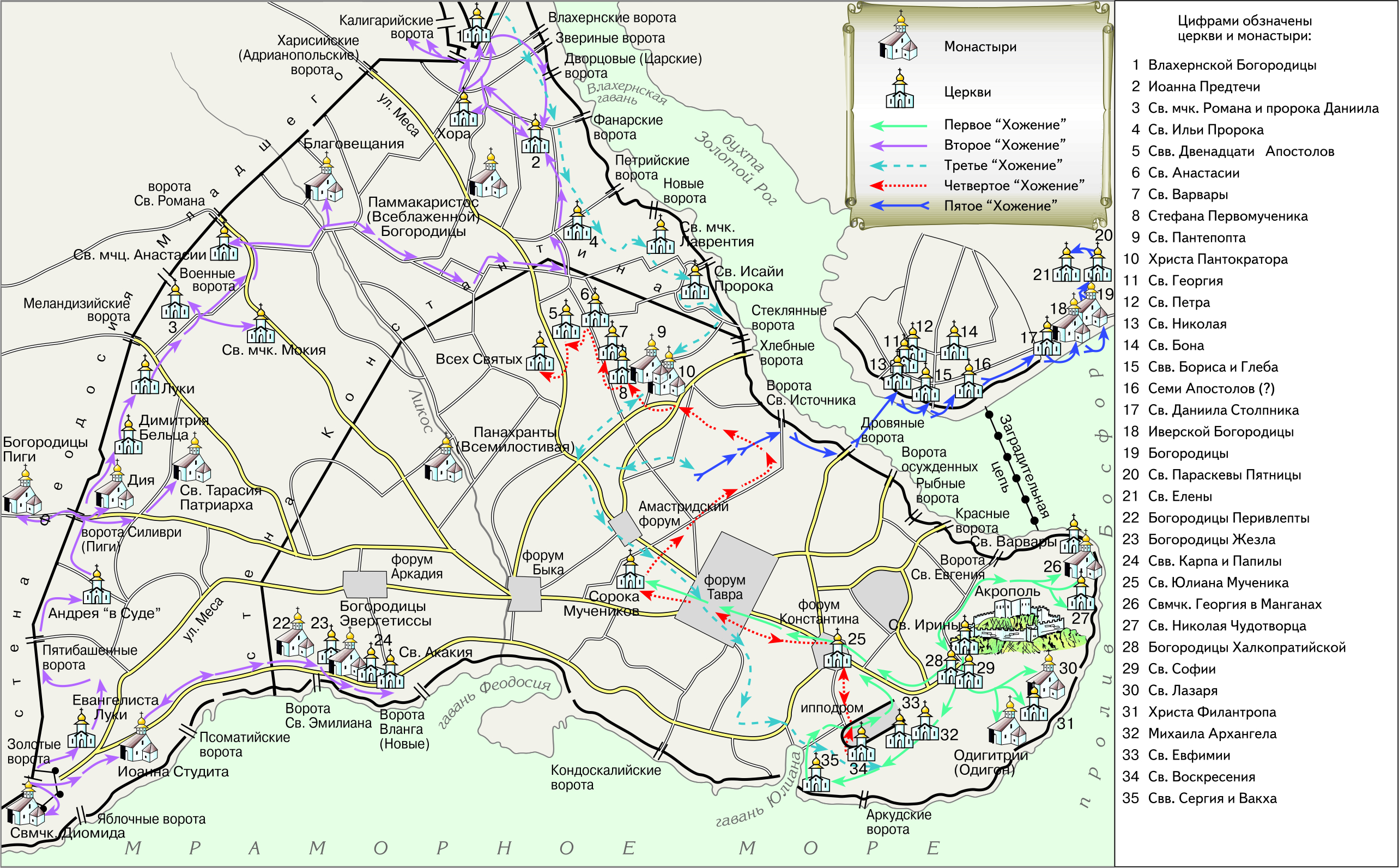
Историческая карта-реконструкция «Церкви и монастыри Константинополя и „Хожения“ Новгородского архиепископа св. Антония в 1200 году по святыням»[29].